# Raphael Preuschl

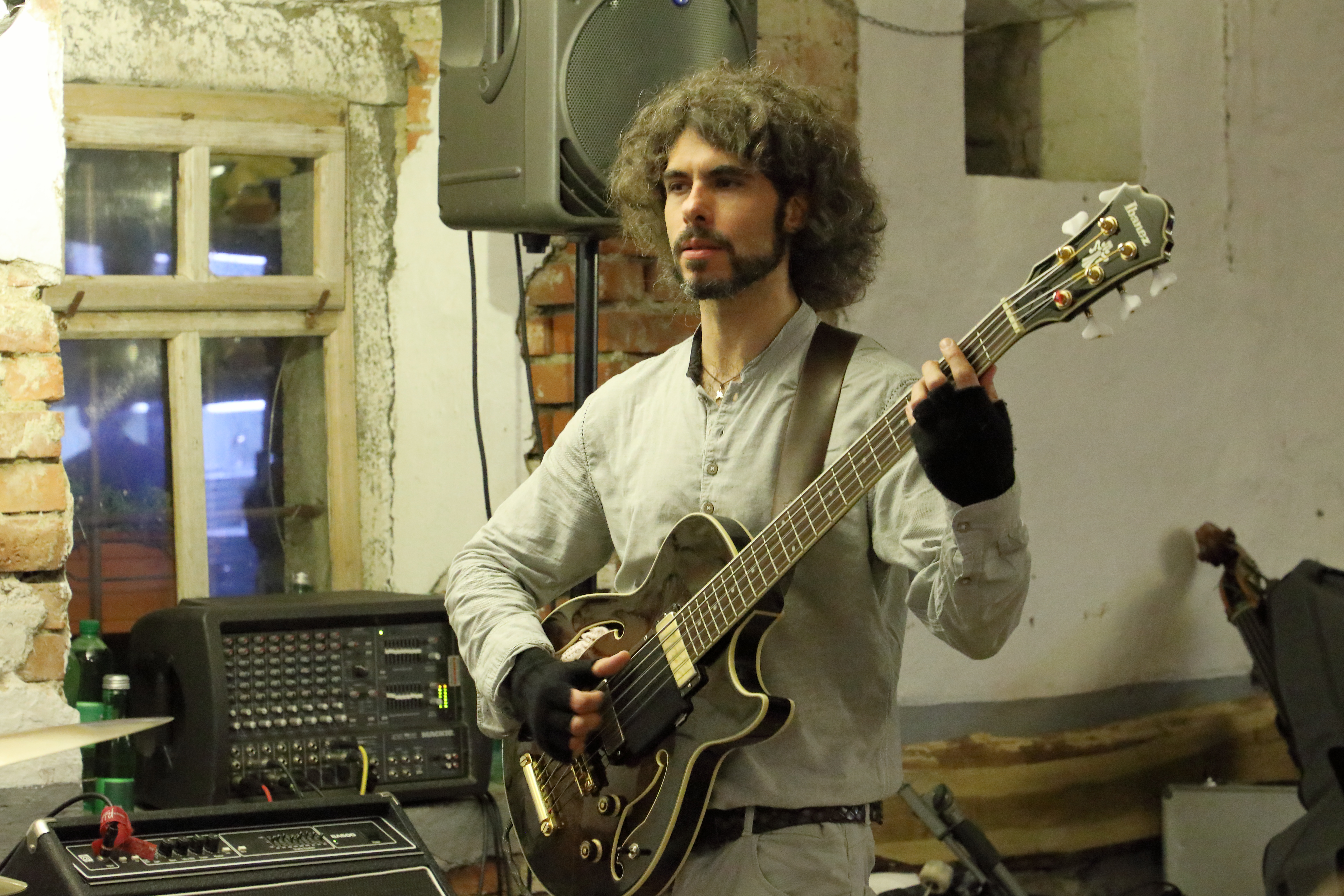
Raphael Preuschl mit FAT auf dem INNtöne Jazzfestival, 2019

Raphael Preuschl (* 14. Mai 1977 in Wien) ist ein österreichischer Jazzmusiker (Kontrabass, E-Bass, auch Bass-Ukulele,  Komposition).

## Wirken
Preuschl studierte bis 1998 E-Bass und bis 2003 am Konservatorium der Stadt Wien Kontrabass; er absolvierte beide Studienlehrgänge mit Auszeichnung. Er gehörte zunächst zu Paul Urbaneks Next Generation of Sound, begleitete aber auch Flip Philipp und Dorretta Carter. Zwischen 2005 und 2011 war er Mitglied des Kollektivs JazzWerkstatt Wien und im Trio von Peter Rom; weiterhin spielte er mit Simone Kopmajer, Frédérique Leno, Alegre Corrêa, Wolfgang Reisinger, Primus Sitter und Uli Soyka. Seit 2012 gehörte er zum Trio von David Helbock, mit dem das Album Into the Mystic (Act 2016) entstand; aktuell gehört er zu dessen Quintett Austrian Syndicate (gleichnamiges Album 2023). Daneben war er Mitglied im Elfi Aichinger Quartett feat. Don Byron, bei No Home for Johnny und FAT – Fabulous Austrian Trio (mit Alex Machacek und Herbert Pirker, gleichnamiges Album 2012). Weiterhin arbeitete er mit Wolfgang Puschnig (Homegrown Seeds 2012), Nguyên Lê, Michael Schiefel, Georg Vogels Flower, Max Nagl (Live At Porgy & Bess Vienna Vol.2) Christian Wegscheider und Mozart’s Nightmare (gleichnamiges Album 2014). Weiterhin entstand im Quartett mit Clemens Salesny, Woody Schabata und Herbert Joos nach einem Live-Album, das 2012 von der Wiener Jazzwerkstatt veröffentlicht wurde, 2017 das Album Jekyll & Hyde.